# Traceroute (Film)
Traceroute ist ein österreichisch-amerikanischer Dokumentarfilm von Johannes Grenzfurthner aus dem Jahr 2016. Das autobiografische, essayistische Roadmovie beschäftigt sich mit der Geschichte, Politik und den Auswirkungen der Nerd-Kultur. Grenzfurthner nennt seinen Film eine "persönliche Reise in die unerforschten Tiefen der Nerd-Kultur, ein Reich voller Gefahren, Kreaturen und mehr oder weniger prekärer Arbeitsbedingungen", einen Versuch, "die Geister der Vergangenheit, Gegenwart und Zukunft des Nerdtums zu verfolgen."
Der Film wurde von der Künstlergruppe monochrom und Reisenbauer Film koproduziert.
Er enthält Musik von Kasson Crooker, Hans Nieswandt und vielen anderen.

## Konzept
Der Künstler und selbsternannte Nerd Johannes Grenzfurthner dokumentiert seine persönliche Reise von der Westküste zur Ostküste der Vereinigten Staaten, um dem Publikum Orte und Menschen vorzustellen, die seine Kunst und Politik geprägt und inspiriert haben. Traceroute ist eine Reflexion über Grenzfurthners eigene Wurzeln als Nerd und On the Road Style-Herumtoben durch die Vereinigten Staaten, während er Ikonen der Gegenkultur, des Outré und des allgemein Fragwürdigen besucht". Grenzfurthner fasst das Konzept in einem Interview für Boing Boing zusammen:

„Es ist ein Film über Biografien und Obsessionen und Möglichkeitsräume – also irgendwas zwischen liebevoller Umarmung und beinharter Vivisektion. Eine kritische Meta-Haltung war mir genauso wichtig wie bodenloses Liebesgestammel. Und das funktioniert glaube ich nur deswegen, weil ich eben einen Schritt vortrete, mich vorstelle, fast wie bei den Anonymen Alkoholikern, mich schuldig bekenne, nur um dann die besten Schnapsbrennereien besuchen zu fahren. In meinem Fall sind es dann halt keine Branntweinhersteller, sondern Orte und Menschen und Zeichen einer ganz speziellen Popkultur.“

Auf Film Threat fügt er hinzu: „Es war mir wichtig, das Nerddom auseinander zu nehmen, nicht nur zu analysieren, sondern auch sein Potenzial für Größe auszuschöpfen.“

### Ästhetik
Der Film vereint Kunst und Illustrationen von James Brothwell, Bonni Rambatan, Michael Marrak, Karin Frank, Ben Lawson, Michael Zeltner, Josh Ellingson und eSeL in einer filmischen Collage, die von der Fanzine- und Punkästhetik der 90er Jahre, der BBS-Kultur, der ANSI-Kunst und fantastischer Kunst inspiriert ist. Hannah Sayer von der UK Film Review fasst den künstlerischen Stil des Films in ihrer Review zusammen:

„Es gibt ein echtes Gefühl, dass es sich um eine gemeinschaftliche Erforschung der Kreativität handelt: des Alten und des Neuen, der Vergangenheit und der Gegenwart, des Traditionellen und des Digitalen. Die Verwendung von Fotografien und Zeichnungen, die zwischen den Interviews mit verschiedenen Personen, die mit der Nerd-Kultur in Verbindung gebracht werden, eingelagert sind, zeigt einen künstlerischen Zugang zum Material, und diese Bilder fungieren als reflektierende Momentaufnahmen von Momenten in der Zeit, was die Bedeutung des Rückblicks auf die Vergangenheit und des Ausblicks auf die Zukunft des digitalen Zeitalters unterstreicht.“

### Interviews
Traceroute bietet Interviews mit Matt Winston, Sandy Stone, Bruce Sterling, Jason Scott, Christina Agapakis, Trevor Paglen, Ryan Finnigan, Kit Stubbs, V. Vale, Sean Bonner, Allison Cameron, Josh Ellingson, Maggie Mayhem, Paolo Pedercini, Steve Tolin, Dan Wilcox, Jon Lebkowsky, Jan „Varka“ Mulders (von Bad Dragon), Adam Flynn, Abie Hadjitarkhani, Kelly Poots und einige besondere Gastauftritte (z. B. National-Park-Service-Sprecherin Vickie Carson, Hacker Nick Farr und Kulturkurator Scott Beale).
Metronaut schreibt dazu: „Traceroute gibt Einblicke in die Welt von Nerds. Eine Frau, die Bakterienstämme von Schweißfüßen mit dem gut gereifter Käse vergleicht – und Ähnlichkeiten findet. Ein Mensch, der ein riesiges unabhängiges Netz von Geigerzählern installieren will. Oder in die Geschichte einer Sexworkerin, die sich selbst als Nerd bezeichnet. Die Vielgestaltigkeit der Themen und interviewten Menschen zeigt, dass Nerd sein nicht zwangsläufig mit Computern und Programmieren zu tun haben muss.“

## Produktion

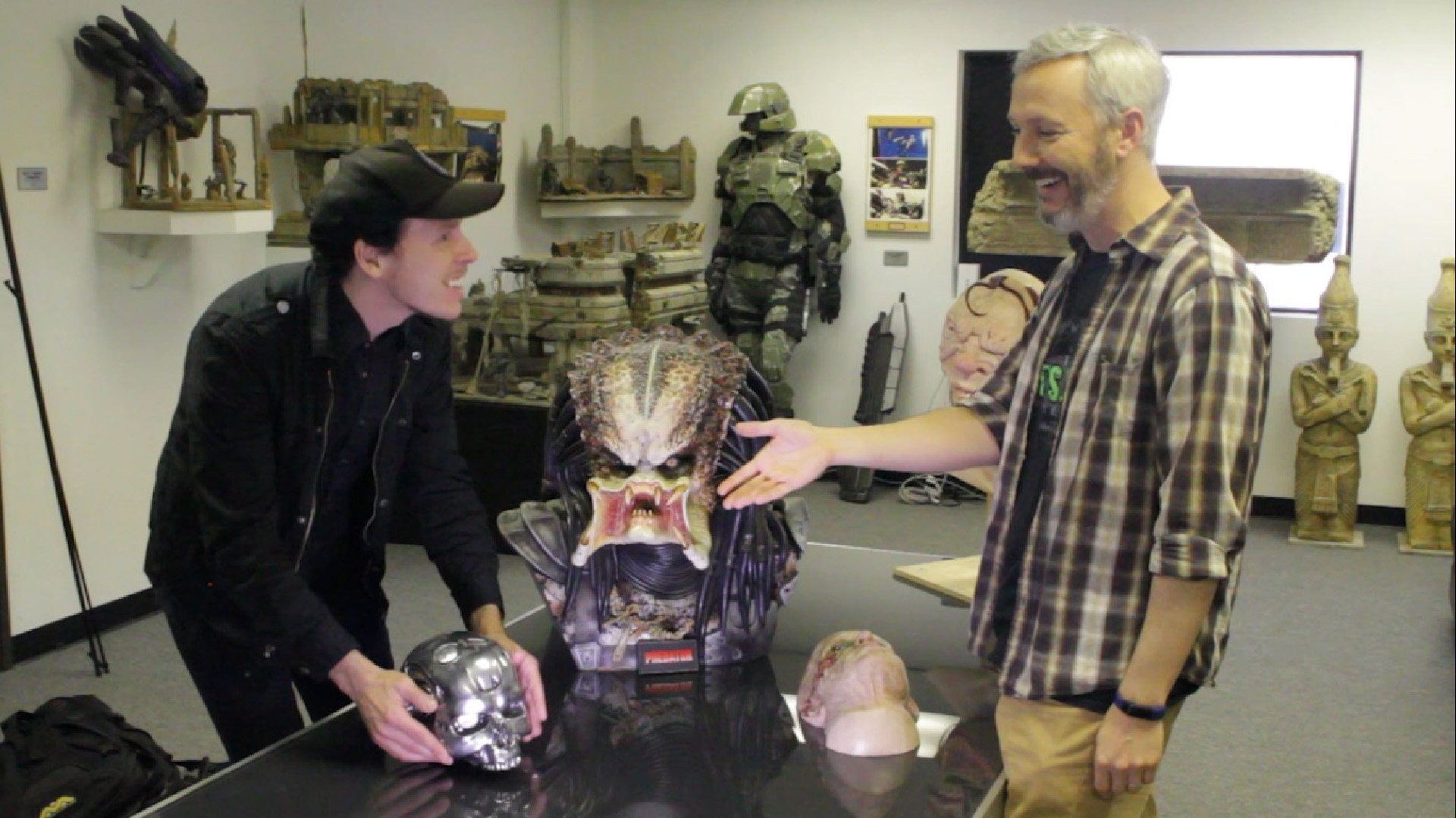
Traceroute: Johannes Grenzfurthner und Matt Winston sprechen über Stan Winston und Spezialeffekte.

### Drehbuch
Grenzfurthner führte 2014 am Wiener Rabenhof Theater eine Stand-up-Show mit dem Titel Schicksalsjahre eines Nerds auf. Teile dieser Show bilden die Grundlage von Traceroute. Das Skript, obwohl viele Szenen und Interviews improvisiert wurden, wurde von Johannes Grenzfurthner geschrieben. Die Hauptsprache des Films ist Englisch, bietet aber Archivmaterial in deutscher Sprache.

### Dreharbeiten
Die Dreharbeiten begann am 5. März 2015 und endete am 27. März 2015. Der Film kann aufgrund seines geringen Budgets als micro filmmaking und Guerilla filmmaking betrachtet werden.

### Sounddesign
Daniel Hasibar und Christian Staudacher entwarfen das Sounddesign und die Audiolandschaft, die Grenzfurthners Erzählung zugrunde liegen.

### Musik
Der Soundtrack des Films beinhaltet Musik von Peter Barnett, Kasson Crooker, Damien Di Fede, Matthew Huffaker, Brady Leo, Vera Lynn, Kevin MacLeod, Hans Nieswandt, Roger Sandega, Eric Skiff, u. a.

### Vertrieb
Die Weltpremiere des Films fand am 28. April 2016 auf dem NYC Independent Film Festival statt. Die Europa-Premiere fand am 13. Mai 2016 im Rahmen des DOK.fest München statt. Verschiedene Filmfestivals und Kongresse (wie Hackers on Planet Earth 2016, Gen Con 2016, das European Media Arts Festival 2016[13] in Osnabrück, die Dutch Design Week 2016, das NRW-Forum Düsseldorf 2016, das Print Screen Festival 2016[14] in Tel Aviv, das FrackFest 2016, das Norwich Radical Film Festival, der Chaos Communication Congress 2016, das Guangzhou International Documentary Film Festival 2016) haben den Film gezeigt.
Der Film hatte 2016 einen Kinostart in Österreich.
Traceroute wurde am 21. März 2017 digital veröffentlicht.

## Kritik
„Traceroute ist der lustigste Film, den ich je gesehen habe. Wenn du ein Nerd bist (und du bist einer), ist dies der Roadtrip, den du schon immer mit deinem intelligentesten, geekigsten Freund machen wolltest. Du wirst nicht nach Hause kommen wollen. Es ist Unser Kosmos. Es ist DragonCon auf Rädern. Es ist deine Lieblings-Sexfantasie. Es ist ein alkoholgetränktes, gewaltfreies, subversives Protestmobil mit Wi-Fi. Es ist On The Road aktualisiert mit Technologie, Wissenschaft, Pseudowissenschaft, Sex und Fandom.“

„Traceroute ist Spiel, Herausforderung, Enzyklopädie und sentimental journey zugleich. Ist als Dokumentation äußerst geschickt konstruiert. Und als Narration ausgesprochen kompatibel. Dieser Film wird die Herzen erklärter Nerds im Vorbeifahren erobern. Und die all jener berühren, die noch ein wenig Erklärung benötigen.“

„Für mich ist es bislang die beste Nerd-Doku, die ich gesehen habe. Einfach nur, weil sie sich nicht so bierernst nimmt, wie all die anderen. Grenzfurthner ist eben auch ein Nerd-Kritiker, ein Neomarxist und Künstler: er kann das alles gar nicht unkritisch hin nehmen, was diese Szene eben auch ausmacht. Und das ist vielleicht das größte Verdienst von Traceroute: dass es mit einem ganz altertümlichen Nerd-Begriff hantiert, nämlich einem der niemals kompatibel mit Fintech, Unicorn und iGod ist.“

„[Der Film Traceroute] ist eine Herausforderung. Er ist eine Anregung zum Nachdenken. Er ist bemerkenswert ehrlich. Er ist gut recherchiert. Wenn du nichts anderes erwartest als deine gewohnte Nerd-Doku mit kosmopolitischen Niedlichkeit und asozialen Gamern, wirst du nicht nur enttäuscht, sondern wahrscheinlich traumatisiert sein. Grenzfurthner ist eindeutig bereit, Kultur, Stereotypen, akzeptierte Gedanken und so ziemlich alles andere auch in Frage zu stellen. Es gibt eine gesunde Dosis Sexualität in Traceroute, was man erwarten kann, aber Grenzfurthner taucht auch in Politik, Aktivismus und soziale Debatten ein. Erfrischend frei von Anmaßung, die so oft bei echten intellektuellen Filmen zu finden ist, ist Traceroute gleichzeitig eine ziemlich wunderbare persönliche Reise und eine überaus befriedigende filmische Erfahrung."“

## Fortsetzung
In einem Interview mit Chris Gore von Film Threat diskutierte Johannes Grenzfurthner 2016 die Möglichkeit einer Fortsetzung, einer Reise zu Destinationen in Osteuropa, mit dem Ziel, von Wien zum Baikonur-Kosmodrom zu fahren. Grenzfurthner änderte das Konzept und schuf den Film Glossary of Broken Dreams (2018), den er für eine lose Fortsetzung oder Nachfolge hält.

## Auszeichnungen (Auswahl)
- Award of Merit, Accolade Global Film Competition, 2016
- Best Documentary Feature Film, Subversive Film Awards (Los Angeles), 2016
- Best Feature Documentary, DITR Film Festival (Cupertino), 2016
- Best Documentary, Celludroid Film Festival (Kapstadt) 2016